# Epeolus interruptus
Epeolus interruptus är en biart som beskrevs av Robertson 1900. Epeolus interruptus ingår i släktet filtbin, och familjen långtungebin. Inga underarter finns listade i Catalogue of Life.